# Eurovision Song Contest 1959
Der 4. Grand Prix Eurovision de la Chanson Européenne (so der damalige offizielle Titel) fand am 11. März 1959 im Palais des Festivals im französischen Cannes statt. Moderatorin war Jacqueline Joubert.

## Besonderheiten
- Mit elf Teilnehmern wurde der Rekord für die meisten Teilnehmer gebrochen.
- Bevor der Siegertitel nochmal gespielt wurde, wurden zum ersten und einzigen Mal bei einem Eurovision Song Contest auch das dritt- und zweitplatzierte Lied nochmal gespielt.

## Teilnehmer

Teilnehmende Länder
Länder, die bereits an einem früheren ESC teilgenommen hatten, aber nicht im Jahr 1959

Zwar nahm Luxemburg nicht teil, aber es gab dennoch einen neuen Teilnehmerrekord, da neben dem „Neuling“ Monaco das Vereinigte Königreich nach einem Jahr Pause zurückkehrte.

### Wiederkehrende Interpreten
| Land     | Interpret        | Vorherige(s) Teilnahmejahr(e) |
| -------- | ---------------- | ----------------------------- |
| Dänemark | Birthe Wilke     | 1957                          |
| Italien  | Domenico Modugno | 1958                          |

### Dirigenten
Jedes Lied wurde mit Live-Musik begleitet – folgende Dirigenten leiteten das Franck Pourcel Orchester bei dem/den jeweiligen Land/Ländern:
- Frankreich – Franck Pourcel a
- Dänemark – Kai Mortensen
- Italien – William Galassini
- Monaco – Franck Pourcel a
- Niederlande – Dolf van der Linden
- BR Deutschland – Franck Pourcel a
- Schweden – Franck Pourcel a
- Schweiz – Franck Pourcel a
- Österreich – Franck Pourcel a
- Vereinigtes Königreich – Eric Robinson
- Belgien – Francis Bay

## Abstimmungsverfahren
Wieder saßen in den einzelnen Ländern jeweils zehn Jurymitglieder, die jeweils eine Stimme an ein Lied vergeben durften. Die Ergebnisse wurden telefonisch und öffentlich nach Cannes übermittelt.

## Platzierungen
| Platz | Startnr. | Land                   | Interpret                  | Lied Musik (M) und Text (T)                                              | Sprache        | Übersetzung (Inoffiziell)     | Punkte |
| ----- | -------- | ---------------------- | -------------------------- | ------------------------------------------------------------------------ | -------------- | ----------------------------- | ------ |
| 01.   | 05       | Niederlande            | Teddy Scholten             | ’N beetje M: Dick Schallies; T: Willy van Hemert                         | Niederländisch | Ein wenig                     | 21     |
| 02.   | 10       | Vereinigtes Königreich | Pearl Carr & Teddy Johnson | Sing, Little Birdie M: Stan Butcher; T: Syd Cordell                      | Englisch       | Sing, kleines Vöglein         | 16     |
| 03.   | 01       | Frankreich             | Jean Philippe              | Oui, oui, oui, oui M: Hubert Giraud; T: Pierre Cour                      | Französisch    | Ja, ja, ja, ja                | 15     |
| 04.   | 08       | Schweiz                | Christa Williams           | Irgendwoher M/T: Lothar Löffler                                          | Deutsch        | —                             | 14     |
| 05.   | 02       | Dänemark               | Birthe Wilke               | Uh, jeg ville ønske jeg var dig M: Otto Lington; T: Carl Andersen        | Dänisch        | Uh, ich wünschte, ich wäre du | 12     |
| 06.   | 03       | Italien                | Domenico Modugno           | Piove M: Domenico Modugno; T: Dino Verde                                 | Italienisch    | Es regnet                     | 09     |
| 06.   | 11       | Belgien                | Bob Benny                  | Hou toch van mij M: Hans Flower; T: Ke Riema                             | Niederländisch | Liebe mich trotzdem           | 09     |
| 08.   | 06       | BR Deutschland         | Kessler-Zwillinge          | Heute Abend wollen wir tanzen geh’n M: Helmut Zander; T: Astrid Voltmann | Deutsch        | —                             | 05     |
| 09.   | 07       | Schweden               | Brita Borg                 | Augustin M: Harry Sandin; T: Åke Gerhard                                 | Schwedisch     | —                             | 04     |
| 09.   | 09       | Österreich             | Ferry Graf                 | Der k. und k. Kalypso aus Wien M: Norbert Pawlicki; T: Günther Leopold   | Deutsch        | —                             | 04     |
| 11.   | 04       | Monaco                 | Jacques Pills              | Mon ami Pierrot M: Florence Veran; T: Raymond Bravard                    | Französisch    | Mein Freund Pierrot           | 01     |

## Punktevergabe
| Land | Abstimmungsergebnisse | Abstimmungsergebnisse | Abstimmungsergebnisse | Abstimmungsergebnisse | Abstimmungsergebnisse | Abstimmungsergebnisse | Abstimmungsergebnisse | Abstimmungsergebnisse | Abstimmungsergebnisse | Abstimmungsergebnisse | Abstimmungsergebnisse | Abstimmungsergebnisse | Abstimmungsergebnisse |
| Land | Punkte                | BE                    | UK                    | AT                    | CH                    | SE                    | DE                    | NL                    | MC                    | IT                    | DK                    | FR                    | Votings               |
| --- | --------------------- | --------------------- | --------------------- | --------------------- | --------------------- | --------------------- | --------------------- | --------------------- | --------------------- | --------------------- | --------------------- | --------------------- | --------------------- |
| Frankreich | 15                    | 2                     | –                     | 1                     | 1                     | –                     | 4                     | –                     | 2                     | 1                     | 4                     |                       | 7                     |
| Dänemark | 12                    | –                     | 2                     | 2                     | 1                     | 4                     | –                     | 1                     | 1                     | 1                     |                       | –                     | 7                     |
| Italien | 09                    | 1                     | –                     | –                     | 3                     | 1                     | –                     | –                     | 1                     |                       | –                     | 3                     | 5                     |
| Monaco | 01                    | –                     | –                     | 1                     | –                     | –                     | –                     | –                     |                       | –                     | –                     | –                     | 1                     |
| Niederlande | 21                    | 3                     | 1                     | 3                     | –                     | –                     | 2                     |                       | 1                     | 7                     | –                     | 4                     | 7                     |
| Deutschland | 05                    | 1                     | –                     | –                     | 1                     | –                     |                       | –                     | –                     | 1                     | –                     | 2                     | 4                     |
| Schweden | 04                    | –                     | –                     | –                     | –                     |                       | –                     | 3                     | –                     | –                     | 1                     | –                     | 2                     |
| Schweiz | 14                    | 1                     | 5                     | 1                     |                       | 3                     | 1                     | –                     | 1                     | –                     | 2                     | –                     | 7                     |
| Österreich | 04                    | –                     | –                     |                       | 1                     | 2                     | –                     | –                     | 1                     | –                     | –                     | –                     | 3                     |
| Vereinigtes Königreich                                                                                                 | 16                    | 2                     |                       | 2                     | 3                     | –                     | –                     | 5                     | 2                     | –                     | 1                     | 1                     | 7                     |
| Belgien | 9                     |                       | 2                     | –                     | –                     | –                     | 3                     | 1                     | 1                     | –                     | 2                     | –                     | 5                     |
| Die Tabelle ist senkrecht nach der Auftrittsreihenfolge geordnet, waagerecht nach der chronologischen Punkteverlesung. |                       |                       |                       |                       |                       |                       |                       |                       |                       |                       |                       |                       |                       |

## Übertragung
| Land                      | Sender                 | Moderation/Kommentar |
| Teilnehmende Länder       | Teilnehmende Länder    | Teilnehmende Länder  |
| ------------------------- | ---------------------- | -------------------- |
| Belgien                   | RTBF                   |                      |
| Belgien                   | VRT                    |                      |
| BR Deutschland            | ARD                    | Wolf Mittler         |
| Dänemark                  | Danmarks Radio TV      | Sejr Volmer-Sørensen |
| Dänemark                  | Program 2              |                      |
| Frankreich                | RTF                    |                      |
| Frankreich                | France II              |                      |
| Italien                   | Programma Nazionale    | Renato Tagliani      |
| Italien                   | Secondo Programma      | Renato Tagliani      |
| Monaco                    | Télé Monte-Carlo       |                      |
| Monaco                    | Radio Monte-Carlo      |                      |
| Niederlande               | NTS                    | Piet te Nuyl Jr      |
| Niederlande               | Hilversum 1            | Piet te Nuyl Jr      |
| Österreich                | ORF                    |                      |
| Schweden                  | Sveriges TV            | Jan Gabrielsson      |
| Schweden                  | SR P1                  | Jan Gabrielsson      |
| Schweiz                   | TV DRS                 |                      |
| Schweiz                   | TSR                    |                      |
| Schweiz                   | DRS 2                  |                      |
| Schweiz                   | RSR 2                  |                      |
| Schweiz                   | RSI 1                  |                      |
| Vereinigtes Königreich    | BBC Television Servide | Tom Sloan            |
| Nicht Teilnehmende Länder |                        |                      |
| Luxemburg                 | Télé-Luxembourg        |                      |